# Зельб
Зельб (нім. Selb) — місто в Німеччині, розташоване в землі Баварія. Підпорядковується адміністративному округу Верхня Франконія. Входить до складу району Вунзідель.
Площа — 62,37 км2. Населення становить 14 708 ос. (станом на 31 грудня 2020).